# Jonas Stanevičius
Jonas Stanevičius (ur. 2 października 1977 w Wilnie) – litewski dziennikarz, samorządowiec i polityk, poseł na Sejm Republiki Litewskiej (2008–2012).

## Życiorys
W latach 1995–2003 pracował jako korespondent dziennika "Klaipėda". Od 2000 do 2007 redagował programy Farai, Komanda i Gelbėtojų komanda w litewskiej telewizji, prowadził również audycję TV pagalba (2002–2008).
W wyborach samorządowych z 2007 z listy Związku Ojczyzny został wybrany radnym rejonu szkudzkiego, później powołany na urząd wicestarosty. Kandydował w wyborach parlamentarnych w 2008 jako niezależny, uzyskując w II turze mandat posła na Sejm w okręgu Szkudy-Możejki. W parlamencie należał do różnych frakcji, m.in. Partii Wskrzeszenia Narodowego i Partii Chrześcijańskiej. Nie ubiegał się o reelekcję w 2012.